# Лукачовка
Лукачовка (укр. Лукачівка) — село в Кельменецкой поселковой общине Днестровского района Черновицкой области Украины.
Население по переписи 2001 года составляло 751 человек. Почтовый индекс — 60153. Телефонный код — 3732. Код КОАТУУ — 7322086201.

## История
В 1946 г. Указом ПВС УССР село Лукачаны переименовано в Лукачовку.
До 2020 года входило в Кельменецкий район

## Известные уроженцы
- Ткач, Михаил Николаевич (1932—2007) — украинский советский поэт-песенник, киносценарист, народный артист Украины, заслуженный деятель искусств УССР, член Национального союза писателей Украины, член Союза кинематографистов Украины, лауреат Национальной премии им. Т.Шевченко.